# ウェイン・ラングレン
ウェイン・ラングレン（Wayne Leslie Lundgren, 1982年4月21日 - ）はオーストラリア出身の元プロ野球選手（投手）。

## 経歴

### マイナーリーグ時代
2000年に、オーストラリア出身の元野球選手であり、マイナーリーグで監督を務めていたジョン・ディーブルを通しボストン・レッドソックスと契約、ルーキー級GCLレッドソックスに入団しプロ野球選手としてのキャリアをスタートさせた。
以降は2003年にサンフランシスコ・ジャイアンツ傘下A級オーガスタ・グリーンジャケッツに移籍、同年中に再度レッドソックス傘下に戻りA級ショートシーズンローウェル・スピナーズと渡り歩き、2004年にはセントルイス・カーディナルス傘下のマイナーに移籍した。
カーディナルス傘下ではキャリア初めてのA+級となるパームビーチ・カーディナルス、同A級ピオリア・チーフスとプレー、翌2005年まで在籍するも同年シーズン中にヒューストン・アストロズ傘下A級スイング・オブ・ザ・クアッドシティーズへと移籍する事となった。
2006年はシンシナティ・レッズ傘下へと移籍し、A+級サラソタ・レッズ、同A級デイトン・ドラゴンズでプレーした。
その後、2006シーズン中に北米の独立リーグ「カナディアン・アメリカン・リーグ（CAMA）」のブロックトン・ロックスに入団し、マイナーリーガーとしてのキャリアを終えた。
また、同年開催された2006 ワールド・ベースボール・クラシックにオーストラリア代表として選出された。
2007年には来日し、社会人野球チーム岩手21赤べこ野球軍団に加入、主に抑え投手として1シーズンプレーしている。

### 独立リーグ時代
その後再び渡米しCAMAの古巣ブロックトン・ロックスへと再入団、それと平行し本国オーストラリアで開催される州別対抗大規模アマチュアリーグ「クラクストン・シールド」にニューサウスウェールズ州から参加した。
クラクストン・シールドにおいては2008-09シーズン、2009-10シーズンと安定した成績を残し、特に2009-10シーズンではMVPを獲得する活躍を見せ、後の「オーストラリアン・ベースボールリーグ（ABL）」への移籍につながる足がかりとなった。

### ABL時代
2010年まではCAMAと、ウィンターリーグに近い性質のクラクストンシールドとを掛け持ちしプレーしていたが、2010年に本国オーストラリアでのプロ野球リーグとしてABLが開幕するとシドニー・ブルーソックスへと移籍し、以降ABLのみでプレーする事となった。移籍初年度にはリーグ優勝を経験し、チームの中心を担った。
2014年にMLBの公式戦がオーストラリアで開催され、ロサンゼルス・ドジャースとアリゾナ・ダイヤモンドバックスの開幕シリーズがシドニーで行われた。
その際、両チームとオーストラリア代表との親善試合が組まれ代表に選出、マイナーリーガー時代に叶わなかったMLBトップチームとの対戦が実現する事となった。自身はダイアモンドバックス戦に登板し、5回を投げ無失点、チームも5対0と大勝した。

### 引退
2016年、1月24日のメルボルン・エイシズ戦に先発、5回1/3を投げてプロ野球選手としてのキャリアを終えた。最後の投球を終えた際にはチームメイトに迎えられ、観衆からはねぎらいの拍手が起きた。また、シーズン後には本戦代表からは外れたものの、2017 ワールド・ベースボール・クラシック予選の代表に選出された。